# Brachymenium magellanicum
Brachymenium magellanicum là một loài Rêu trong họ Bryaceae. Loài này được (Sull.) Paris mô tả khoa học đầu tiên năm 1894.